# Johan Georg Schwartze
Johan Georg Schwartze (født 14. oktober 1814, død 27. august 1874 i Amsterdam) var en hollandsk maler, far til Therese Schwartze.
Schwartze fik sin uddannelse i Tyskland, var elev af Leutze, senere af Lessing, Schadow med flere i Düsseldorf, men virkede fornemmelig i Amsterdam. Af hans arbejder, der ofte søger umiddelbar tilslutning til Rembrandts kunst, anføres Bønnen (Museet i Amsterdam), Puritanergudstjeneste (1858) og Michelangelo ved Vittoria Colonnas lig.